# Massif forestier du Stiefeschboesch
Massif forestier du Stiefeschboesch este o arie protejată (arie specială de conservare — SAC, sit de importanță comunitară — SCI) din Luxemburg întinsă pe o suprafață de 38,9 ha, integral pe uscat.

## Localizare
Centrul sitului Massif forestier du Stiefeschboesch este situat la coordonatele 49°44′04″N 5°51′23″E / 49.7344°N 5.8564°E.

## Înființare
Situl Massif forestier du Stiefeschboesch a fost declarat sit de importanță comunitară în august 2002 pentru a proteja 5 specii de animale. Situl a fost protejat și ca arie specială de conservare în noiembrie 2009.

## Biodiversitate
Situată în ecoregiunea continentală, aria protejată conține 2 habitate naturale: Păduri de fag Asperulo-Fagetum, Păduri de stejar sau de stejar și carpen sub-atlantice și medio-europene de Carpinion betuli.
La baza desemnării sitului se află mai multe specii protejate:
- păsări (4): barză neagră (Ciconia nigra), ciocănitoarea de stejar (Dendrocopos medius), gaia neagră (Milvus migrans), gaia roșie (Milvus milvus)
- mamifere (1): liliac cu urechi mari (Myotis bechsteinii)